# Fjodor Ossypa
Fjodor Ossypa (russisch Фёдор Осыпа, wiss. Transliteration Fëdor Osypa; * 1927) ist ein ehemaliger sowjetischer Gewichtheber.

## Werdegang
Fjodor Ossypa wuchs in Charkow auf. Dort begann er auch mit dem Gewichtheben. Er wuchs schnell in die sowjetische Spitzenklasse hinein, hatte aber das Pech, dass er im Leichtschwergewicht mit Trofim Lomakin und im Mittelschwergewicht mit Arkadi Worobjow zwei Athleten vor sich hatte, die er nicht bezwingen konnte. So blieb der Einsatz bei den Europameisterschaften 1956 in Helsinki seine einzige internationale Bewährungsprobe. Da er dort "nur" zweiter Sieger im Mittelschwergewicht wurde, bekam er von Cheftrainer Jakow Kuzenko keine Chance mehr. 1959 beendete er daraufhin seine Karriere.

## Internationale Erfolge
(EM = Europameisterschaft, Ms = Mittelschwergewicht)
- 1956, 2. Platz, EM in Helsinki, Ms, mit 427,5 kg, hinter Jean Debuf, Frankreich, 427,5 kg und vor Ivan Vesselinow, Bulgarien, 417,5 kg;
- 1958, 2. Platz, Großer Preis der UdSSR in Moskau, Ms, mit 445 kg, hinter Arkadi Worobjow, UdSSR, 457,6 kg und vor Hassan Rhanavardi, Iran, 432,5 kg;

## UdSSR-Meisterschaften
- 1952, 2. Platz, Ms, mit 402,5 kg;
- 1953, 2. Platz, Ms, mit 417,5 kg, hinter Worobjow, 425 kg und vor Cholin, 397,5 kg;
- 1954, 2. Platz, Ms, mit 432,5 kg, hinter Worobjow, 435 kg;
- 1955, 2. Platz, Ms, mit 447,5 kg, hinter Worobjow, 460 kg und vor Bulgakow, 412,5 kg;
- 1956, 2. Platz, Ms, mit 425 kg, hinter Worobjow, 462,5 kg und vor Dubow, 412,5 kg;
- 1957, 2. Platz, Ms, mit 442,5 kg, hinter Worobjow, 457,5 kg

## Weltrekorde
im Drücken:
- 144 kg, 1955 in Leningrad, Ms,
- 146 kg, 1958 in Stalino, Ms

| Personendaten    | Personendaten             |
| ---------------- | ------------------------- |
| NAME             | Ossypa, Fjodor            |
| ALTERNATIVNAMEN  | Осыпа, Фёдор (russisch)   |
| KURZBESCHREIBUNG | sowjetischer Gewichtheber |
| GEBURTSDATUM     | 1927                      |